# Campagne de Boston
Guerre d'indépendance des États-Unis
Batailles
Campagne de Boston :
- Powder Alarm
- Suffolk Resolves
- Lexington et Concord
- Boston
- Thompson's War (en)
- Menotomy (en)
- Fairhaven
- Chelsea Creek
- Machias
- Bunker Hill
- Gloucester
- St. John (en)
- Falmouth
- Charlottetown (en)
- Expédition Knox
- Dorchester Heights

La campagne de Boston est la première campagne militaire de la guerre d'indépendance des États-Unis. Elle est principalement liée à la mobilisation des unités de la milice de patriots et leur transformation en une Armée continentale unifiée.

## Contexte
Boston et le Massachusetts étaient considérés par le gouvernement britannique comme la ville et la colonie les plus rebelles vis-à-vis du pouvoir. À la suite des actions menées par les colons, et notamment le Boston Tea Party, le gouvernement décida de punir et d'isoler le Massachusetts et la ville de Boston en faisant voter une série de lois punitives. Le général Thomas Gage, tout juste nommé gouverneur du Massachusetts en remplacement du gouverneur civil Thomas Hutchinson, reçut l'ordre de saisir les armes et munitions en possession des milices de la colonie, et d'arrêter les leaders locaux du mouvement de révolte, en particulier Samuel Adams et John Hancock. Ayant appris que des armes étaient entreposées à Concord, à 30 kilomètres au nord-ouest de Boston, le général Gage ordonna la mise en place d'une expédition visant à saisir les armes et munitions. Des éclaireurs, dont Paul Revere, avertirent Adams et Hancock de l'arrivée des soldats britanniques dans la nuit du 18 au 19 avril 1775, ainsi que les milices locales, qui arrivèrent sur place avant même les troupes britanniques, et furent renforcées progressivement tout au long de la nuit et de la journée qui suivit.

## Bataille de Lexington et Concord
Lorsque les tuniques rouges arrivèrent dans la ville de Lexington, les minutemen les attendaient sur le bord de la route. Des premiers tirs furent échangés, sans que l'on sache quel camp exactement ouvrit le feu en premier. Les miliciens se dispersèrent puis se regroupèrent pour suivre les mouvements des soldats britanniques jusque Concord. Les soldats trouvèrent peu de matériel, l'essentiel ayant été déplacé avant leur arrivée, et de nouveaux coups de feu furent échangés, tandis que les rangs des miliciens continuaient de grandir.
Les miliciens harcelèrent la colonne britannique sur le retour à Boston. À leur arrivée dans la ville, les Britanniques avaient perdu 273 hommes tués, blessés ou disparus, contre 95 pour les colons.

## Siège de Boston
La milice regroupée initia le siège de Boston en encerclant la ville, qui était à l'époque confinée à une presqu'île de la baie. La bataille principale pendant le siège, la bataille de Bunker Hill du 17 juin 1775, fut l'une des plus sanglantes de toute la guerre. Il y eut aussi de nombreux accrochages près de Boston et les zones côtières environnantes.
Après deux mois de siège, les généraux britanniques Thomas Gage, William Howe, John Burgoyne et Henry Clinton se mirent d'accord pour une offensive sur la presqu'île faisant face à Boston, afin de déloger les patriotes de Charlestown et des collines surplombant la ville. Convaincus que les milices coloniales ne feraient pas le poids face à leurs troupes entraînées, ils optèrent pour un assaut frontal. Ce fut une victoire à la Pyrrhus, les Britanniques prenant le contrôle de la presqu'île, mais au prix de 1 000 hommes perdus au combat.

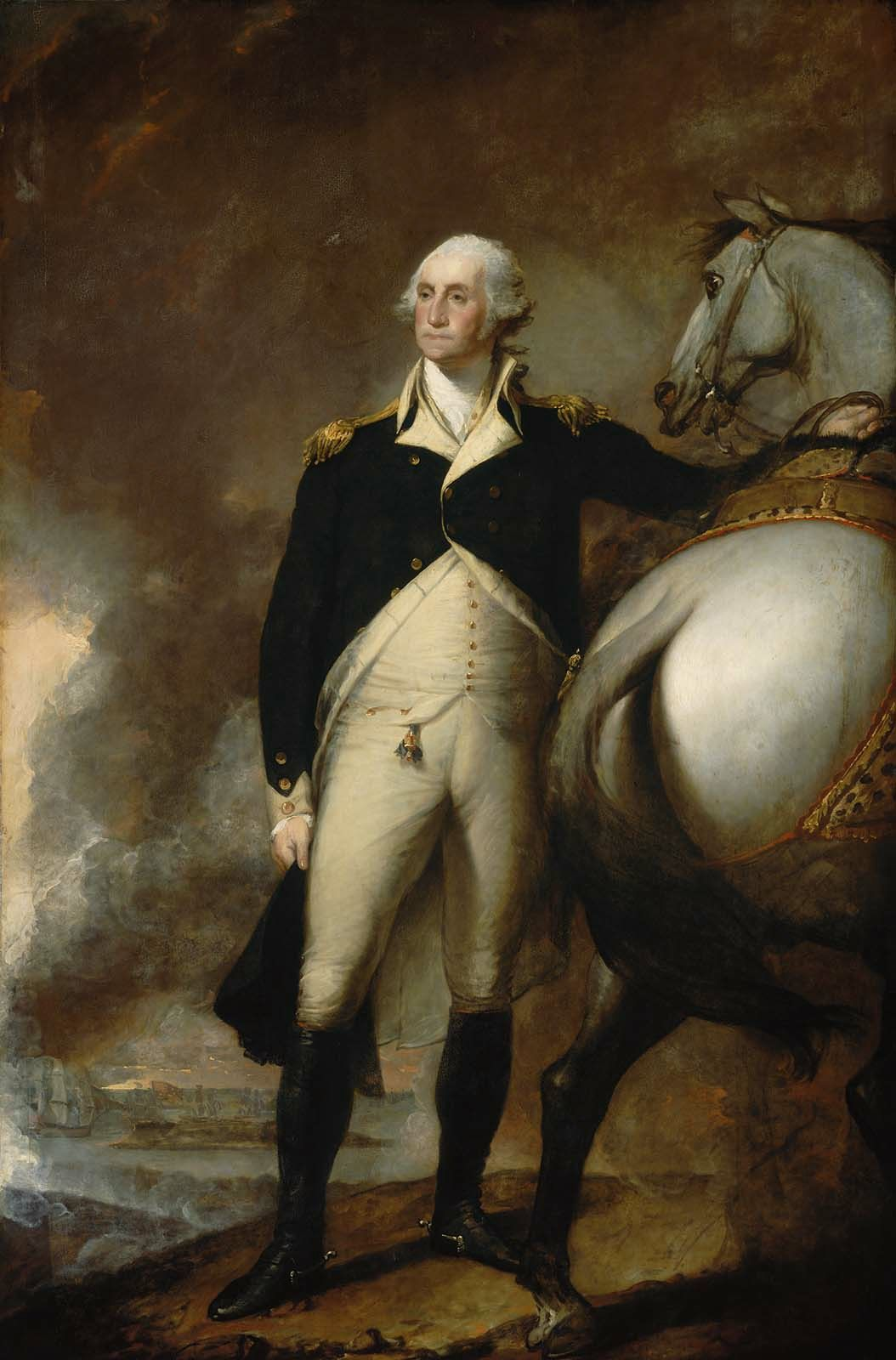
George Washington at Dorchester Heights de Gilbert Stuart, 1806

## L'Armée Continentale
En juillet 1775, le Second Congrès continental, basé à Philadelphie, en réaction aux combats dans le Massachusetts, créa l'armée continentale et nomma George Washington à sa tête. Washington quitta Philadelphie, fit étape à New York le temps de charger Charles Lee de l'organisation de la défense de la ville, puis rejoignit les troupes encerclant Boston afin de superviser les opérations.

## Retrait des forces britanniques
Le 4 mars 1776, l'armée continentale fortifia Dorchester Heights avec un canon capturé au Fort Ticonderoga, capable d'atteindre Boston et les navires britanniques du port. Le siège et la campagne prirent fin le 17 mars 1776, avec le retrait des troupes britanniques de Boston.